# 鲁襄公
魯襄公（前575年—前542年），姬姓，名午，春秋時代魯國的第二十二代君主，魯成公和定姒之子，

## 生平
- 魯成公十六年（前575年），誕生。
- 魯成公十八年（前573年），魯成公去世，由四歲的太子午即君主之位，是為魯襄公。執政為正卿司徒季孫行父，保持魯國的相對穩定。
- 魯襄公元年（前572年），魯襄公五歲，執政正卿為季孫行父
- 魯襄公二年（前571年），魯襄公六歲，執政正卿為季孫行父
- 魯襄公三年（前570年），魯襄公七歲，執政正卿為季孫行父
- 魯襄公四年（前569年），魯襄公八歲，執政正卿為季孫行父
- 魯襄公五年（前568年），魯襄公九歲，執政正卿為季孫行父、仲孫蔑
  - 季孫行父去世，行父以薄葬來進行下葬儀式，這時魯襄公很感動地稱讚的說行父是個廉吏，於是襄公給行父的諡號為「文」。
- 魯襄公六年（前567年），魯襄公10歲，執政正卿為仲孫蔑
- 魯襄公七年（前566年），魯襄公11歲，執政正卿為仲孫蔑、叔孙豹、季武子
- 魯襄公八年（前565年），魯襄公12歲，執政正卿為仲孫蔑、叔孙豹、季武子
- 魯襄公九年（前564年），魯襄公13歲，執政正卿為仲孫蔑、叔孙豹、季武子
- 魯襄公十年（前563年），魯襄公14歲，執政正卿為仲孫蔑、叔孙豹、季武子
- 魯襄公十一年（前562年），魯襄公15歲，執政正卿為仲孫蔑、叔孙豹、季武子
- 魯襄公十二年（前561年），魯襄公16歲，執政正卿為仲孫蔑、叔孙豹、季武子
- 魯襄公十三年（前560年），魯襄公17歲，執政正卿為仲孫蔑、叔孙豹、季武子
- 魯襄公十四年（前559年），魯襄公18歲，執政正卿為仲孫蔑、叔孙豹、季武子
- 魯襄公十五年（前558年），魯襄公19歲，執政正卿為仲孫蔑、叔孙豹、季武子
- 魯襄公十六年（前557年），魯襄公20歲，執政正卿為仲孫蔑、叔孙豹、季武子
- 魯襄公十七年（前556年），魯襄公21歲，執政正卿為仲孫蔑、叔孙豹、季武子
- 魯襄公十八年（前555年），魯襄公22歲，執政正卿為仲孫蔑、叔孙豹、季武子
- 魯襄公十九年（前554年），魯襄公23歲，執政正卿為仲孫蔑（至八月丙辰）、叔孙豹、季武子
- 魯襄公二十年（前553年），魯襄公24歲，執政正卿為叔孙豹、孟庄子、季武子
- 魯襄公二十一年（前552年），魯襄公25歲，執政正卿為叔孙豹、孟庄子、季武子。此年中，魯襄公親自向晉平公朝拜。
- 魯襄公二十二年（前551年），魯襄公26歲，執政正卿為叔孙豹、孟庄子、季武子
- 魯襄公二十三年（前550年），魯襄公27歲，執政正卿為叔孙豹、孟庄子、孟孝伯、季武子
- 魯襄公二十四年（前549年），魯襄公28歲，執政正卿為叔孙豹、孟孝伯、季武子
- 魯襄公二十五年（前548年），魯襄公29歲，執政正卿為叔孙豹、孟孝伯、季武子
- 魯襄公二十六年（前547年），魯襄公30歲，執政正卿為叔孙豹、孟孝伯、季武子
- 魯襄公二十七年（前546年），魯襄公31歲，執政正卿為叔孙豹、孟孝伯、季武子
- 魯襄公二十八年（前545年），魯襄公32歲，執政正卿為叔孙豹、孟孝伯、季武子
- 魯襄公二十九年（前544年），魯襄公33歲，執政正卿為叔孙豹、孟孝伯、季武子
- 魯襄公三十年（前543年），魯襄公34歲，執政正卿為叔孙豹、孟孝伯、季武子
- 魯襄公三十一年（前542年），鲁襄公去世，由公子野即位。鲁襄公去世后，与前代鲁国君主类似，按照埋葬周天子的礼仪法规安葬于阚城。所在即鲁九公墓[1]:89，在今济宁市境内。

## 家族
父
- 魯成公

母
- 定姒

妻
- 敬歸

妾
- 齊歸，敬歸之妹。

### 子
| 通稱   | 姓 | 氏 | 名 | 字 | 母   | 諡 | 封地 |
| ------ | -- | -- | -- | -- | ---- | -- | ---- |
| 子野   | 姬 |    | 野 |    | 敬歸 |    | 魯國 |
| 魯昭公 | 姬 |    | 稠 |    | 齊歸 | 昭 | 魯國 |
| 魯定公 | 姬 |    | 宋 |    |      | 定 | 魯國 |

## 影视形象
- 2011年上映的电视剧孔子春秋中，鲁襄公由倪大宏飾演。